# Sandstone (ort i Australien, Western Australia, Sandstone)
Sandstone är en ort i Australien. Den ligger i kommunen Sandstone och delstaten Western Australia, omkring 550 kilometer nordost om delstatshuvudstaden Perth. Antalet invånare är 120.
Trakten runt Sandstone är nära nog obefolkad, med mindre än två invånare per kvadratkilometer..
Omgivningarna runt Sandstone är i huvudsak ett öppet busklandskap. Genomsnittlig årsnederbörd är 330 millimeter. Den regnigaste månaden är januari, med i genomsnitt 98 mm nederbörd, och den torraste är oktober, med 6 mm nederbörd.